# Голышев, Алексей Петрович
Алексей Петрович Голышев (29 января (10 февраля) 1890 — не ранее октября 1934) — русский военный лётчик, участник Первой мировой и Гражданской войн. Кавалер ордена Святого Георгия 4-й степени (1917) и Георгиевского оружия (1918). После Октябрьской революции присоединился к Белому движению, после поражения которого остался жить в СССР под другим именем.
Алексей Голышев был единственным из 82 авиаторов — георгиевских кавалеров, отслуживших в Белой армии, и после её поражения оставшихся на родине, но при этом не служившим в Красной армии.

## Биография
Алексей Голышев родился 29 января 1890 года в Санкт-Петербурге в дворянской семье. Образование получил в Гатчинском сиротском институте Императора Николая I.
1 августа 1909 года на правах вольноопределяющегося поступил на службу в Российскую императорскую армию, служил инженерным кондуктором в Кронштадтском крепостном инженерном управлении. 1 мая 1910 года получил звание младшего унтер-офицера, а 15 июня того же года — старшего унтер-офицера. 1 февраля 1911 года был переведён во Владивостокское инженерное управление, а 1 апреля того же года уволен в запас.
С началом Первой мировой войны 18 сентября 1914 года Голышева мобилизовали с назначением в 1-й Сибирский корпусной авиационный отряд, в составе которого уже 22 сентября он отправился на действующий фронт. 1 января 1915 года его перевели в 1-й Сибирский сапёрный батальон. 28 июня того же года откомандировали в распоряжение Виленского этапного коменданта для направления в школу прапорщиков.
6 августа 1915 года начал обучение во 2-й Московской школе прапорщиков, после окончания которой 3 ноября произведён в прапорщики армейской пехоты и прикомандирован к 183-му пехотному запасному полку. После окончания Офицерской временной авиационной школы в Москве 11 апреля 1917 года получил звание военного лётчика.
С 1 мая 1917 года служил в 4-м авиационном отряде, занимал должность начальника команды нижних чинов отряда. За сбитие 27 августа 1917 года у д. Довтяна-Сланик неприятельского самолёта награждён Георгиевским оружием. 2 октября 1917 года подбил направлявшийся к г. Бакэу самолёт противника, после чего пулемётным огнём пытался предотвратить поджог приземлившегося вражеского аппарата членами его экипажа. Из-за заглохшего двигателя совершил вынужденную посадку и взял в плен неприятельских лётчиков. За этот подвиг был удостоен ордена Святого Георгия 4-й степени.
После Октябрьской революции Алексей Голышев служил в Белых армиях Восточного фронта. В конце мая 1918 года возглавил отряд из двух самолётов-разведчиков «Фарман-30» и двух «Ньюпоров» для перелёта из Москвы в Красноярск. В дальнейшем отряд был наименован 2-м Сибирским авиационным отрядом и включён в состав 1-го Среднесибирского армейского корпуса. С апреля 1919 года Голышев состоял при Управлении начальника воздушного флота при Штабе Верховного главнокомандующего адмирала А. В. Колчака. С 5 мая 1919 года находился в распоряжении командира 1-го авиационного парка. «За боевые отличия» был произведён в капитаны.
После окончания Гражданской войны Голышев остался в РСФСР, проживал под именем Петра Осиповича Лавровского. В 1928 году подвергся аресту по обвинению в мошенничестве, был оправдан. 17 июня 1934 года «по обвинению в шпионаже» арестован в Москве. 10 июля 1934 года был освобождён под подписку о невыезде, а 28 октября того же года оправдан «ввиду отсутствия доказательств обвинения».

## Награды
Алексей Петрович Голышев был пожалован следующими наградами:
- орден Святого Георгия 4-й степени (Приказ по 4-й армии № 5705 от 26 ноября 1917)
— «за то, что в воздушном бою 2-го октября сего года, в районе д. Мерешешти атаковал неприятельский самолет, ранил летчика, сбил аппарат, и снизившись, лично взял в плен неприятельских летчиков»;
- Георгиевское оружие (Приказ по войскам Румынского фронта от 14 марта 1918)
— «за то, что в бою у д. Довтяна-Сланик 27-го августа 1917 г., будучи в чине прапорщика, охраняя нашу воздушную эскадрилью, высланную для действия по тылу противника, мужественно атаковал один из неприятельских самолетов, направлявшийся против нашей эскадрильи, сбил его пулеметным огнем, чем содействовал нашему успеху и помешал противнику выполнить свою задачу»;
- орден Святой Анны 4-й степени с надписью «За храбрость» (Приказ по 4-й армии № 5152 от 16 августа 1917);
- орден Святого Станислава 3-й степени с мечами и бантом (Приказ по 4-й армии № 5373 от 28 сентября 1917);
- Георгиевская медаль 4-й степени № 840 864 (Приказ по 1-му Сибирскому армейскому корпусу № 284 от 25 июля 1915).